# مرغ مگس (فیلم)
مرغ مگس (به انگلیسی: Hummingbird) که در ایالات متحدهٔ آمریکا با نام رستگاری (به انگلیسی: Redemption) و در فرانسه با نام جُوِ دیوانه (به انگلیسی: Crazy Joe) معرفی شده‌است، یک درام، اکشن و دلهره‌آور به کارگردانی استیون نایت و محصول سال ۲۰۱۳ بریتانیا است.

## خلاصه داستان
فیلم دربارهٔ یک سرباز نیروهای ویژهٔ کشور انگلستان به نام جویی جونز (جیسون استاتهام) است که زمانی در افغانستان خدمت می‌کرده‌است، تا اینکه پنج نفر از بهترین دوستانش توسط طالبان کشته می‌شوند و او نیز پنج نفر از مردم عادی را به قتل می‌رسانَد. جویی جونز اکنون تحت تعقیب پلیس انگلستان است و در خیابان‌های لندن زندگی می‌کند….